# بيكبريتيت

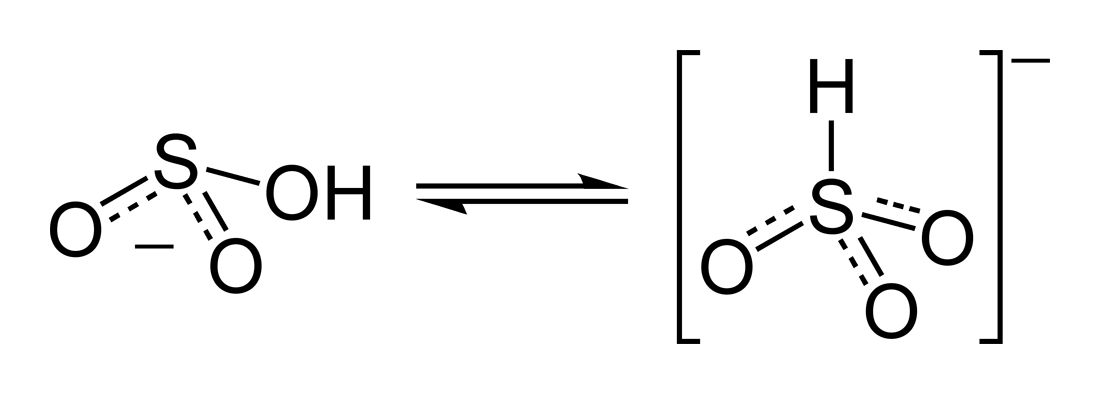
التوازن بين المصاوغين الصنوين لأنيون البيكبريتيت

بيكبريتيت (أو بيسلفيت) هو أنيون أكسجيني للكبريت صيغته −HSO3، ويسمى أيضاً كبريتيت هيدروجيني، ويدخل في تركيب عدة أملاح معروفة.
من الأمثلة على المركبات الكيميائية الحاوية على هذا الأنيون كل من بيكبريتيت الصوديوم وبيكبريتيت البوتاسيوم وبيكبريتيت الكالسيوم.

## التحضير
تحضر محاليل البيكبريتيت عادةً من معالجة ثنائي أكسيد الكبريت بمحاليل قاعدية:
{\displaystyle {\ce {SO2 + OH^- -> HSO3^-}}}

## الخواص
من الناحية النظرية يعد أنيون البيكبريتيت كيميائياً القاعدة المرافقة لحمض الكبريتوز (H2SO3).
{\displaystyle \mathrm {H_{2}SO_{3}+H_{2}O\ \rightleftharpoons \ HSO_{3}^{-}+H_{3}O^{+}} }
وهو ما أكدته تقنية مطيافية رامان.
عند تسخين محاليل البيكبريتيت يحدث تفاعل نزع ماء (بلمهة) ويتشكل أنيون ثنائي الكبريتيت الموافق:
{\displaystyle {\ce {2 HSO3^- <=> [O_2S-SO_3]^2- + H2O}}}
تتسم أنيونات البيكبريتيت بخواصها المختزلة الجيدة:
{\displaystyle {\ce {2HSO3^- + O2 -> 2 SO4^2- + 2H^+}}}

## الاستخدامات
نظراً لخواصها المختزلة فلمركبات البيكبريتيت تطبيقات صناعية ومخبرية واسعة، مثل اختزال هيدروكسيد الذهب الثلاثي للحصول على الذهب؛ وكذلك للحصول على أيونات الكروم الثلاثي من السداسي.